# شريف يحيى
شريف يحيى مخرج مصري  من مواليد 5 أكتوبر 1951 وهو شقيق المخرج أحمد يحيى. تخرج من المعهد العالي للسينما عام 1979، وكانت أفلامه من نوع الأكشن. تزوج من الفنانة «ندى بسيوني» التي درست وتخرجت من المعهد العالي للتمثيل وعملت بالتدريس فيه لفترة.
توفي في 3 مايو 2003 وكانت حصيلة أعماله:
5 أفلام في التمثيل – تصوير فيلماً واحداً – إنتاج فيلماً واحداً – 16 فيلماً كمساعد مخرج – 11 عملاً في التلفزيون والسينما من إخراجه 

## قائمة أعماله في الإخراج
- فيلم «إحنا أصحاب المطار» بطولة فاروق الفيشاوي وهالة صدقي عام 2001 [8]

- مسلسل «حكيم روحاني حضرتك» بطولة هاني رمزي وسعاد نصر عام 1999[9]

- سهرة تليفزيونية «صياد» بطولة هشام عبد الحميد والسيد راضي عام 1997[10]

- فيلم «البحث عن طريق آخر» بطولة هشام عبد الحميد وشيرين سيف النصر عام 1992[11]

- فيلم «شفاه غليظة» بطولة فاروق الفيشاوي وسهير رمزي عام 1992[12]

- فيلم «الشيطان يستعد للرحيل» بطولة هشام عبد الحميد وسمية الألفي عام  1990[13]

- فيلم «فتاة المافيا» بطولة مدحت صالح وفؤاد المهندس عام 1990[14]

- فيلم «ولاد الإيه» بطولة أحمد زكي وصلاح ذو الفقار وميرفت أمين عام 1989[15]

- فيلم «المخطوفة» بطولة أحمد زكي وكمال الشناوي وليلي علوي عام 1987[16]

- فيلم «الطاغية» بطولة عزت العلايلي وليلى علوي عام 1985[17]

- فيلم «أسوار المدابغ» بطولة حسين فهمي ومحمود ياسين وفريد شوقي عام 1983 [18]

## وصلات خارجية
- شريف يحيى على موقع IMDb (الإنجليزية)
- شريف يحيى على موقع الدهليز
- شريف يحيى على موقع قاعدة بيانات الأفلام العربية